# Editto di Saint Cloud
La cosiddetta Legge di Saint Cloud (in francese: Décret Impérial sur les Sépultures), emanato da Napoleone a Saint-Cloud il 12 giugno 1804 (23 pratile anno XII), raccolse organicamente in due corpi legislativi tutte le precedenti e frammentarie norme sui cimiteri in Francia e nei paesi dell'orbita napoleonica, tra cui l'Italia.
La legge, composta da ventisette punti raccolti sotto cinque titoli, stabilì che le tombe venissero poste al di fuori delle mura cittadine, in cimiteri posti tra i trentacinque e i quaranta metri di distanza dall'abitato. Per tutti i defunti erano previste fosse individuali, una novità rispetto al passato, che sarebbero state svuotate dopo cinque anni per fare spazio a nuove sepolture. Su ogni tomba era possibile apporre segni distintivi per riconoscere il defunto, mentre, previo pagamento, si poteva ottenere una sepoltura permanente. Quest’ultima possibilità, di fatto accessibile solo alla popolazione più abbiente, implicava che solo una parte della cittadinanza potesse conservare la memoria dei propri cari attraverso tombe permanenti, sulle quali era consentito collocare monumenti funebri o epitaffi. Questo editto aveva quindi due motivazioni alla base: una igienico-sanitaria e l'altra ideologico-politica. La gestione dei cimiteri esistenti veniva ovunque definitivamente assegnata alla pubblica amministrazione in tutti i luoghi dove fu esteso, e non più alla Chiesa. Fu inoltre vietata, salvo eccezioni, la sepoltura in luoghi cittadini e all'interno delle chiese.
Diversamente da ciò che si crede sulla scorta delle lamentele di Ugo Foscolo, l'editto di Saint-Cloud non venne immediatamente recepito dalla normativa della Repubblica e del Regno d'Italia. Si sarebbe dovuto attendere il decreto del 3 gennaio 1811 affinché lo Stato legiferasse in materia di sepolture, senza oltretutto accogliere pedissequamente il modello francese, al contrario scostandosi in maniera significativa su alcune questioni. Nel frattempo, a fronte della necessità comunque impellente di normare una materia così importante e prioritaria soprattutto nelle grandi città, il 5 settembre 1806 le autorità del Regno decisero di intervenire inserendo, in coda al Regolamento sulla polizia medica, tre importanti articoli riguardanti i cimiteri. Questi articoli scatenarono un «complesso dibattito pubblico che già a partire dal periodo stesso della Rivoluzione, ne condannava gli eccessi, soprattutto per quanto concerne le fosse comuni, auspicando un almeno parziale recupero della religion des tombeaux». L'articolo 75, proibiva di seppellire i morti in luoghi che non fossero i cimiteri, necessariamente extraurbani. L'articolo 76, imponeva la realizzazione di questi cimiteri entro due anni. L'articolo 77, rinviava a un particolare regolamento (pubblicato solo nel gennaio 1811) per le precauzioni e le specifiche che questi cimiteri dovevano avere, lasciando di fatto in mano al Magistrato centrale di sanità il compito di fornire le indicazioni necessarie in attesa del nuovo regolamento.

## La reazione di Ugo Foscolo
Se le motivazioni igieniche dell'editto, di carattere pratico, e quelle di uguaglianza tra ricchi e poveri, frutto di una nuova sensibilità, vennero generalmente accettate dalla popolazione francese e italiana, in vari intellettuali come Ippolito Pindemonte e Ugo Foscolo si cominciò a criticare il rischio che persone illustri non venissero più ricordate e giacessero accanto ai malfattori in sepolture anonime o poco visibili, e che il culto dei morti fosse del tutto abbandonato. D'altronde lo stesso Foscolo deprecava anche la prassi precedente, di seppellire i morti nelle chiese, come residuo medievale anti-igienico, in questo caso in accordo con l'editto.
Foscolo, come molti altri scrittori dell'epoca, prese posizione contro l'editto nel suo carme Dei Sepolcri, dopo aver cambiato la sua posizione iniziale (che giustificava il provvedimento napoleonico sulla base dell'ideologia materialista e atea di Foscolo) in seguito alla discussione con l'amico poeta Ippolito Pindemonte, già impegnato nella composizione dei Cimiteri sullo stesso argomento e fin dall'inizio contrario all'editto napoleonico.